# .tp
.tp fue un dominio de nivel superior geográfico (ccTLD) para Timor Oriental. Las letras utilizadas hacían referencia a Timor Português, un legado del estatus previo de la nación como colonia portuguesa. El dominio fue lanzado oficialmente en diciembre de 1997 por connect.ie, un proveedor de servicios de Internet con sede en Dublín, Irlanda, en cooperación con las autoridades de Timor Oriental en rebeldía, mientras el país estaba bajo el control militar de Indonesia.
.tp permaneció activo durante el periodo de transición, aunque ahora dejado de cumplir con la norma ISO 3166-1 para los códigos de dos letras para los nombre de países ya que el código para Timor Oriental cambió de TP a TL después de la independencia. Independientemente, mantuvo una serie de dominios hasta que finalmente fue eliminado en febrero de 2015. El último cambio y actualización de la lista para .tp fue el 22 de abril de 2008.